# Алішер Тухтаєв
Алішер Тухтаєв тадж. Алишер Туҳтаев (нар. 24 серпня 1975) — таджицький футболіст, що грав на позиції півзахисника, і таджицький футбольний тренер, кілька разів виконував обов'язки головного тренера клубу «Істіклол».

## Клубна кар'єра
Як футболіст Алішер Тухтаєв грав у таджицьких клубах «Сітора», «Динамо», «Саддам-Файзалі» та «Регар-ТадАЗ», став п'ятиразовим чемпіоном Таджикистану та чотириразовим володарем Кубка Таджикистану; а також грав у казахському клубі «Жетису» і в'єтнамському клубі «Тхеконг».

## Тренерська кар'єра
22 травня 2018 року Тухтаєв був призначений виконуючим обов'язки головного тренера клубу «Істіклол» після відставки Мухсина Мухамадієва. У цьому ж році Алішер Тухтаєв також виконував обов'язки головного тренера національної збірної Таджикистану.
27 червня 2019 року Тухтаєв знову був призначений виконувачем обов'язків головного тренера «Істіклолу», цього разу після відставки Хакіма Фузайлова. Після призначення Віталія Левченка новим головним тренером «Істіклолу» 17 лютого 2020 року Тухтаєв повернувся на посаду асистента головного тренера клубу.
27 червня 2022 року Тухтаєв знову тимчасово очолив «Істіклол» після закінчення терміну дії контракту Віталія Левченка. У 2024 році, після того, як головний тренер клубу Ігор Черевченко покинув душанбинський клуб, Тухтаєв знову виконував обов'язки головного тренера «Істіклолу» до повернення до роботи в клубі Черевченка.

## Титули і досягнення

### Як гравця
- Чемпіон Таджикистану (5):

«Сітора» (Душанбе): 1993, 1994
«Динамо» (Душанбе): 1996
«Регар-ТадАЗ»: 2006, 2007
- Володар Кубка Таджикистану (4):

«Сітора» (Душанбе): 1993
«Регар-ТадАЗ»: 2000, 2005, 2006